# Westcourt
Westcourt är en ort i Australien. Den ligger i regionen Western Downs och delstaten Queensland, omkring 290 kilometer väster om delstatshuvudstaden Brisbane. Antalet invånare är 3 177.
Trakten runt Westcourt är nära nog obefolkad, med mindre än två invånare per kvadratkilometer.. 
Omgivningarna runt Westcourt är i huvudsak ett öppet busklandskap. Genomsnittlig årsnederbörd är 747 millimeter. Den regnigaste månaden är januari, med i genomsnitt 158 mm nederbörd, och den torraste är augusti, med 13 mm nederbörd.